# Dagdrøm
Dagdrøm è il sedicesimo album in studio del gruppo musicale canadese Nadja, pubblicato nel 2012.

## Tracce
1. One Sense Alone – 10:50
2. Falling Out of Your Head – 12:44
3. Dagdrøm – 9:42
4. Space Time & Absence – 14:11

## Formazione

### Gruppo
- Aidan Baker – voce, batteria, chitarra, flauto
- Leah Buckareff – voce, basso